# Flagelloscypha punctiformis
Flagelloscypha punctiformis är en svampart som först beskrevs av Elias Fries, och fick sitt nu gällande namn av Agerer 1975. Enligt Catalogue of Life ingår Flagelloscypha punctiformis i släktet Flagelloscypha,  och familjen Niaceae, men enligt Dyntaxa är tillhörigheten istället släktet Flagelloscypha,  och familjen Cyphellopsidaceae. Arten är reproducerande i Sverige. Inga underarter finns listade i Catalogue of Life.